# Ninpuu Kamui Gaiden
Kamui the Ninja: Stories Other Than the Legend (яп. 忍風カムイ外伝 Нимпу Камуи Гайдэн) — японский аниме-сериал, выпущенный студией Tele-Cartoon Japan. Транслировался по телеканалу Fuji TV с 6 апреля по 18 сентября 1969 года. Был дублирован на испанский и итальянский языки. Всего было выпущено 26 серий аниме.

## Сюжет
Действие происходит в период Эдо: Молодой ниндзя по имени Камуи решает сбежать из клана, члены которого воспринимают это как предательство и теперь пытаются убить Камуи. Главный герой, избегая преследования со стороны клана, путешествует по всей Японии, используя свои ум и предприимчивость, чтобы выжить. В течение развития сюжета Камуи начинает страдать паранойей из-за бесконечных преследований и попыток убийств со стороны членов родного клана, которые прибегали к самым разнообразным способам — от внезапного нападения до втирания в доверие. Так Камуи начинает верить, что каждый прохожий желает ему смерти, потеряв способность доверять кому-либо.

## Роли озвучивали
- Кодзи Наката — Камуи
- Юкико Никайдо — Сугару
- Масако Икэда — Нэнэ
- Кацуэ Мива — Рюта
- Микио Тэрасима — Сонэ
- Кадзуя Татэкабэ — Рю
- Канэта Кимоцуки — Сэппа
- Киёси Кобаяси — Небесный Тамба
- Сэйдзо Като — Масира
- Сюитиро Морияма — Цукикагэ
- Кэй Томияма — Сиро
- Норико Охара — Санта
- Тикао Оцука — Кагэ